# 普拉什卡

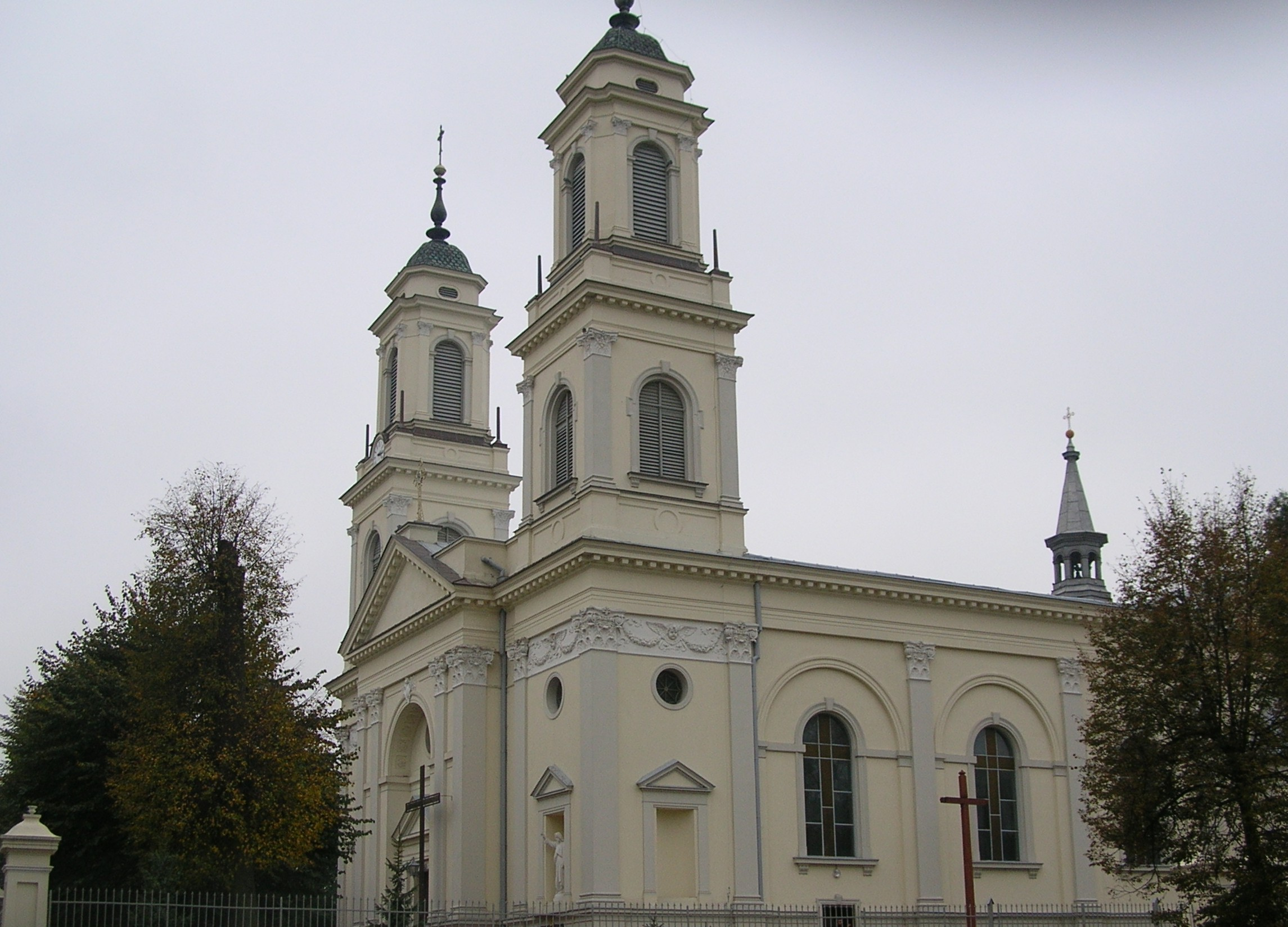

普拉什卡是波蘭的城鎮，位於該國西南部，由奧波萊省負責管轄，面積9.45平方公里，2006年人口8,230。在第二次瓜分波蘭中，該鎮被納入普魯士王國管治範圍。

## 外部連結
- Jewish Community in Praszka （页面存档备份，存于） on Virtual Shtetl

51°03′N 18°27′E / 51.050°N 18.450°E